# Од (департамент)
Од (фр. , окс. и кат. Aude) — департамент на юге Франции, один из департаментов региона Окситания. Порядковый номер — 11. Административный центр — Каркассон. Население департамента, на 01.01.2023 года, составляло  375 217 человек.

## География
Площадь территории — 6139 км².

## История
Од — один из первых 83 департаментов, образованных во время Великой французской революции в марте 1790 года. Возник на территории бывшей провинции Лангедок. Название департаменту дала одноимённая река.

## Административное деление
Департамент включает 3 округа, 35 кантонов и 438 коммун.

### Округа
- Каркасон
- Лиму
- Нарбонна

### Кантоны
| - Акса - Алень - Альзон - Белькер - Бельпеш - Восточная Нарбонна - Восточный Каркасон | - Дюрбан-Корбьер - Жинеста - Западная Нарбонна - Капандю - Кийан - Конк-сюр-Орбьель - Куиза | - Курсан - Лаграс - Лезиньян-Корбьер - Лиму - Ма-Кабарде - Монреаль - Мутуме | - Пейрьяк-Минервуа - Саль-сюр-л’Эр - Северный Каркасон - Северный Кастельнодари - Сен-Илер - Сессак - Сижан | - Тюшан - Фанжо - Центральный Каркасон - Шалабр - Южная Нарбонна - Южный Каркасон - Южный Кастельнодари |